# WDR5B
WDR5B (англ. WD repeat domain 5B) – білок, який кодується однойменним геном, розташованим у людей на 3-й хромосомі. Довжина поліпептидного ланцюга білка становить 330 амінокислот, а молекулярна маса — 36 338.
| 10         |  | 20         |  | 30         |  | 40         |  | 50         |
| ---------- |  | ---------- |  | ---------- |  | ---------- |  | ---------- |
| MATKESRDAK |  | AQLALSSSAN |  | QSKEVPENPN |  | YALKCTLVGH |  | TEAVSSVKFS |
| PNGEWLASSS |  | ADRLIIIWGA |  | YDGKYEKTLY |  | GHNLEISDVA |  | WSSDSSRLVS |
| ASDDKTLKLW |  | DVRSGKCLKT |  | LKGHSNYVFC |  | CNFNPPSNLI |  | ISGSFDETVK |
| IWEVKTGKCL |  | KTLSAHSDPV |  | SAVHFNCSGS |  | LIVSGSYDGL |  | CRIWDAASGQ |
| CLKTLVDDDN |  | PPVSFVKFSP |  | NGKYILTATL |  | DNTLKLWDYS |  | RGRCLKTYTG |
| HKNEKYCIFA |  | NFSVTGGKWI |  | VSGSEDNLVY |  | IWNLQTKEIV |  | QKLQGHTDVV |
| ISAACHPTEN |  | LIASAALEND |  | KTIKLWMSNH |  |            |  |            |

A: Аланін

C: Цистеїн

D: Аспарагінова кислота

E: Глутамінова кислота

F: Фенілаланін

G: Гліцин

H: Гістидин

I: Ізолейцин

K: Лізин

L: Лейцин

M: Метіонін

N: Аспарагін

P: Пролін

Q: Глутамін

R: Аргінін

S: Серин

T: Треонін

V: Валін

W: Триптофан

Задіяний у такому біологічному процесі, як убіквітинування білків. 